# Tregoubovia atentaculata
Tregoubovia atentaculata is een hydroïdpoliep uit de familie Ptilocodiidae. De poliep komt uit het geslacht Tregoubovia. Tregoubovia atentaculata werd in 1958 voor het eerst wetenschappelijk beschreven door Picard. 